# Augusto Mastripietri
Augusto Mastripietri, né à Florence le 16 juin 1846 et mort dans la même ville le 8 juillet 1930, est un acteur italien.

## Filmographie

### Cinéma
- 1910 : Le Petit amour
- 1911 : Pinocchio : Geppetto
- 1912 : Cœur d'acier
- 1912 : Elle n'a jamais su
- 1912 : En pâture aux lions
- 1912 : Gaspard
- 1912 : L'Espion
- 1912 : La Police moderne ou La Femme agent
- 1912 : Le Coeur d'un soeur
- 1912 : Le Pays qui fermente (Nella terra che divampa) de Enrico Guazzoni
- 1912 : Les Musiciens de la rue
- 1912 : Malìa
- 1912 : Maudit chapeau
- 1912 : Plus que la mort
- 1912 : Qui s'y frotte, s'y pique
- 1912 : Sacrifice fraternel
- 1912 : Tante Betty
- 1913 : L'Homme mystérieux
- 1913 : Le Noël du marin
- 1913 : Le Banquier
- 1913 : Le Cadeau de noces
- 1913 : Le Contraste
- 1913 : Le Poison des paroles
- 1913 : Le Roman
- 1913 : Le Sérum du Docteur Kéan
- 1913 : Le Trésor d'Evian
- 1913 : Les Contrebandiers mystérieux
- 1913 : Quo Vadis ? d'Enrico Guazzoni : Chilo
- 1913 : Sa belle-sœur
- 1913 : Un secret d'État
- 1913 : Zuma the Gypsy
- 1914 : Jules César d'Enrico Guazzoni
- 1914 : L'Hôte de minuit
- 1914 : Le Secret du fou
- 1914 : Madame Coralie & C.
- 1914 : Mathilde d'Aspravalli
- 1914 : Serment de haine
- 1915 : L'Épervier
- 1915 : Le Insidie del sotterraneo
- 1915 : Senza colpa !
- 1915 : Sotto le tombe
- 1916 : Amica
- 1916 : Avatar
- 1916 : Christus : Giuda
- 1916 : L'Impronta della piccola mano
- 1916 : Primo ed ultimo bacio
- 1917 : Il segreto di Jack
- 1917 : Jack cuor di leone
- 1917 : Malombra : Cesare d'Ormegno
- 1918 : Fabiola : Eurota
- 1918 : Il dramma di una stirpe
- 1918 : Il gioiello di Khama
- 1918 : L'Attentato
- 1919 : Il castello del diavolo
- 1919 : La preda
- 1920 : After Six Days : Noah
- 1920 : Giovanna I d'Angiò, regina di Napoli de Gemma Stagno Bellincioni
- 1920 : Il fallimento di Satana
- 1920 : La Casa in rovina
- 1920 : Luci rosse
- 1920 : Un viaggio verso la morte
- 1921 : La Maschera della colpa
- 1922 : Pulcinella
- 1924 : Messaline d'Enrico Guazzoni : Claude
- 1925 : Fior di levante